# Сегев, Том
Том Се́гев (ивр. תּוֹם שֶׂגֶב‎; род. 1 марта 1945, Иерусалим, подмандатная Палестина) — израильский журналист и историк. Принадлежит к так называемой группе «новые историки», оспаривающей традиционный израильский исторический нарратив, касающейся новейшей истории страны.

## Биография
Сегев родился в Иерусалиме в 1945 году в семье немецких евреев, переехавших в Палестину из Германии в 1935 году. Его отец погиб во время арабо-израильской войны 1948 года. После службы в армии изучал историю и политологию в Еврейском Университете Иерусалима, а в 1970 году получил степень Ph.D. в Бостонском университете.
В 1970-х годах Сегев работал корреспондентом газеты «Маарив» в Бонне. Преподавал в университетах Рутгерс (Нью-Джерси), Беркли (Калифорния) и в Северо-Восточном университете (Массачусетс), где вёл курс об отрицателях Холокоста. Ведёт еженедельную колонку в газете «Хаарец», его книги переведены на 9 языков.

## Исследования
Сегев утверждает, что до тех пор, пока в 80-х годах не были открыты израильские архивы, истории Израиля как науки не было. По его словам: «У нас была мифология, у нас была идеология, у нас было много официальной идеологической обработки, но реально мы не знали, что произошло». Таким образом, новые историки, по мнению Сегева, по существу являются первыми историками Израиля.
В 1986 году вышла книга Сегева «1949: Первые израильтяне» (1949: The First Israelis). Книга отображала «неприглядную» сторону первых лет существования государства Израиль, отличающуюся от идеализированной картины этого периода. Она основывалась на только что открытых архивах и освещала такие вопросы, как исход палестинских беженцев, отношение государства к оставшемуся в Израиле арабскому меньшинству, отношение к еврейским иммигрантам из арабских стран и т. п. Многие исторические фигуры представлены в не особенно лестном свете. Публикация книги вызвала в Израиле многочисленные обсуждения.
В 2000 году Сегев опубликовал книгу «Седьмой Миллион: Израильтяне и Холокост» (The Seventh Million: The Israelis and the Holocaust (2000)). В книге исследуется решающее влияние, которое Холокост оказал на самоидентификацию израильтян, а также идеологию и политику Израиля. Книга основана на рассекреченных документах, дневниках и встречах с разными людьми. В книге Сегев выдвигает идею о том, что национальная память в критические моменты (например, такие как дело Эйхмана или Демьянюка) формировалась и манипулировалась в соответствии с идеологическими требованиями государства. Книга вызвала положительные отзывы со стороны Эли Визеля.
В 2001 году вышла книга «Одна Палестина: Евреи и арабы под британским мандатом» (One Palestine, Complete: Jews and Arabs Under the British Mandate). Книга посвящена истории Британского мандата Палестины с конца Первой мировой войны до образования государства Израиль и основана на множестве документов. Она написана в духе ревизионизма традиционной сионистской историографии. В частности, в ней показано, что образование государства Израиль произошло не вопреки сопротивлению британцев, а, наоборот, благодаря их существенной поддержке, хотя и не очень устойчивой.
В 2006 году опубликована книга «1967: Израиль, война и год, который преобразовал Ближний Восток» (1967: Israel, the War and the Year That Transformed the Middle East). В книге описываются время, предшествующее шестидневной войне, шесть дней боёв и непосредственно последовавшие после войны события. Основное внимание обращается на ежедневные события в Израиле и особенно на внутреннюю политическую жизнь страны. В книге описывается, как политики «старой закалки» пытаются предотвратить или хотя бы оттянуть войну и как в конце концов они вынуждены уступить требованиям военной верхушки (которая была на грани мысли о военном перевороте) нанести внезапный удар. Последняя глава книги называется «Они думали, что победили».

## Критика
Михаэль Орен, посол Израиля в США и автор книги-исследования, посвящённой Шестидневной войне, написанной в традиционном ключе, подверг книгу Сегева «1967: Израиль, война и год, который преобразовал Ближний Восток» жёсткой критике. Он пишет, что автор — «самозваный новый историк», и, указывая на логические противоречия, обвиняет Сегева в «риторической акробатике» и объявляет выводы Сегева неверными. По мнению Орена, Сегев не рассмотрел как следует предвоенную динамику в арабских странах, почти полностью проигнорировав призывы арабских политиков к уничтожению Израиля и его граждан. Рецензент также указывает на то, что Сегев, стремясь исказить баланс сил, не осветил ни помощь арабским государствам со стороны СССР, ни внезапную поддержку, оказанную им Францией, и подогнал свой текст так, чтобы он «отвечал ревизионистской повестке», чем «подорвал свои попытки глубже понять войну». А такое понимание, по мнению Орена, «жизненно необходимо, если арабы и израильтяне хотят избежать аналогичных столкновений в будущем и мирно сосуществовать».